# Церковь Святой Великомученицы Варвары (Смоленск)
Церковь Святой Великомученицы Варвары (Варваринская) — православный храм в заднепровской части Смоленска. Возведён в середине XVIII века рядом с храмом Петра и Павла XII века. С западного торца к храму примыкает шатровая колокольня.

## История

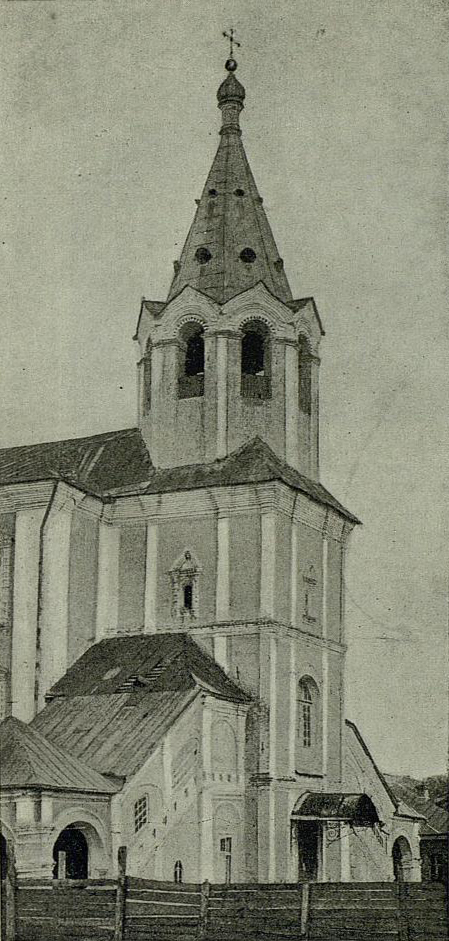
Варваринская церковь. Начало XX века

Церковь во имя святой Варвары Великомученицы построена в середине XVIII века на средства смоленских купцов А. А. Кремлицына и А. Ф. Сысоева. Расположена к западу от храма Петра и Павла XII века, почти на одной оси с ним.
Когда в XVII веке Смоленск был захвачен поляками, Петропавловскую церковь превратили в костёл. Униатский архиепископ Лев Кревза-Ржевусский устроил близ него свою резиденцию, для чего в 1630-х годах к храму были пристроены двухэтажные палаты. После того как в 1654 году Смоленск вернулся в состав России, храм Петра и Павла вновь стал православной приходской церковью. К середине XVIII века приход вырос настолько, что было принято решение возвести рядом со старым храмом новый. У западного торца бывшего дворцового корпуса возвели шатровую колокольню с двумя высокими лестницами, а над самим дворцом был надстроен третий этаж, где расположилась придельная церковь во имя святой великомученицы Варвары. Существуют документы, свидетельствующие о том, что строительство велось в XVIII веке (в 1753—1757 годах или, по другим источникам, в 1737 году), однако на основании архитектурного облика храма А. Т. Смирнова и П. А. Раппопорт предполагают, что колокольня относится к более раннему времени — XVII веку — а в середине XVIII века проводилась лишь её перестройка. В нижней части храма находились приделы во имя Ахтырской иконы Божией Матери и великомученицы Екатерины; кроме того, в 1782 году с северной стороны был пристроен придел в честь преподобного Нила Столобенского (разобранный в 1880 году). Во второй половине XVIII века храмовый ансамбль был обнесён каменной оградой.

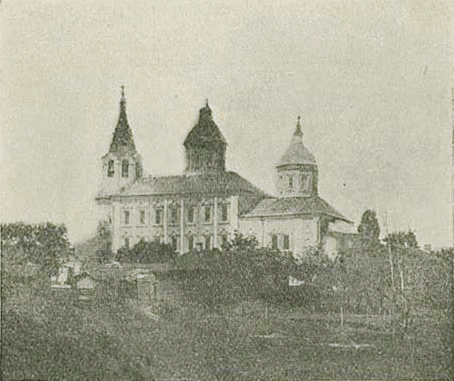
Варваринская и Петропавловская церкви в первой половине XX века

После возведения церкви Святой Варвары храм Петра и Павла «включился в чуждый ему архитектурный комплекс, в котором занял явно подчинённое место» — дворцовый корпус был больше и выше. В ходе строительства и последующих ремонтов облик древнего храма, объединённого с более поздними пристройками, приобрёл искажённый до неузнаваемости вид.
В 30-х годах XX века храм был закрыт. В 1962—1963 годах состоялась реставрация Петропавловской церкви под руководством П. Д. Барановского. В ходе реставрационных работ храму XII века вернули исторический облик, отделив его от архиепископских палат. При этом восточная часть Варваринской церкви была разобрана; третий этаж палат удалили.
В конце XX века началось возрождение храма Святой Великомученицы Варвары: в 1994 году он был передан Смоленской епархии. В 1994—1996 годах в нём размещалась Смоленская духовная семинария, с осени 1997 года — регентское отделение семинарии. В 1997—1998 годах состоялась реставрация верхних ярусов колокольни. В 1999 году на первом этаже был оборудован престол в честь великомученицы Варвары; в здании начал также работать православный молодёжный духовный центр. В 2001 году храм был освящён и снова стал действующим.

## Архитектура

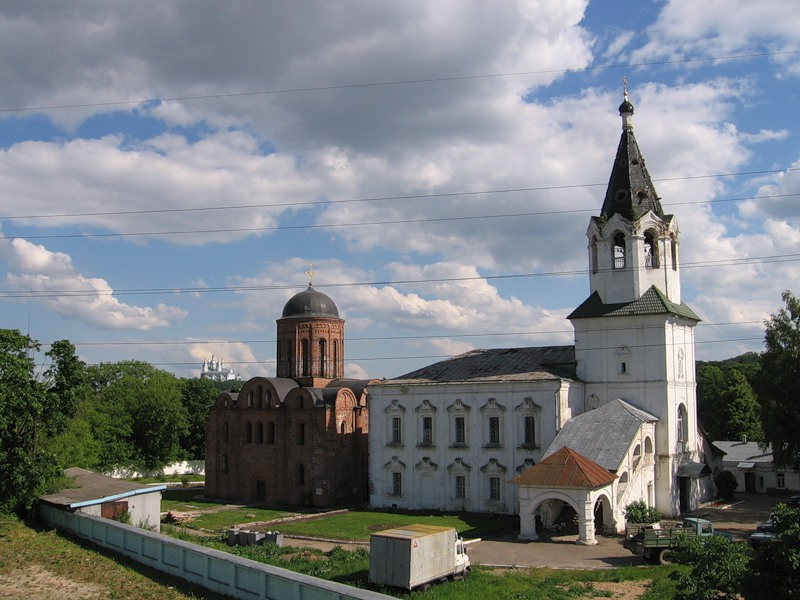
Варваринская и Петропавловская церкви в 2008 году

Варваринская церковь представляет собой вытянутое прямоугольное двухэтажное здание с оштукатуренными кирпичными стенами. Боковые фасады разделены лопатками на пять вертикальных прясел. В нижнем этаже сохранились своды; второй этаж был ранее двусветным.
К западному торцу храма примыкает шатровая колокольня с двумя высокими крыльцами на отлёте. Колокольня состоит из трёх равных по ширине четвериков с восьмериком и увенчана шатром. Архитектура церкви во многом архаична для Смоленска XVIII века: необычны для этого времени относительно невысокий шатёр колокольни с двумя рядами круглых слухов, покрытый поливной черепицей; крыльца, ведущие во второй этаж; наборные наличники с гребнями. Все эти особенности сближают форму Варваринской церкви с архитектурой восточных районов Смоленской области, где в тот период ещё сохранялись многие традиции конца XVII века.